# Comuna Buzivka, Mahdalînivka
Buzivka (în ucraineană Бузівка) este o comună în raionul Mahdalînivka, regiunea Dnipropetrovsk, Ucraina, formată din satele Buzivka (reședința), Iosîpivka și Kovpakivka.

## Demografie
Componența lingvistică a satului Buzivka
     Ucraineană (91,98%)
     Rusă (5,87%)
     Alte limbi (0,3%)
Conform recensământului din 2001, majoritatea populației satului Buzivka era vorbitoare de ucraineană (91,98%), existând în minoritate și vorbitori de rusă (5,87%).